# Abciximab
Abciximabul este un anticorp monoclonal murinic, din familia imunoglobulinelor G având proprietăți antiagregante plachetare prin blocarea receptorilor glicoproteici GPIIb/IIIa (αIIbβ3) de pe suprafața membranei plachetare. El este un fragment Fab al anticorpului monoclonal chimeric 7E3. Abciximabul este disponibil ca soluție injectabilă/perfuzabilă 2 mg/ml. În România este disponibil sub denumirea comercială ReoPro 2mg/ml.

## Mecanismul de acțiune
Abciximabul inhibă agregarea plachetară (adică a trombocitelor) prin împiedicarea legării fibrinogenului, factorului von Willebrand și a altor molecule adezive de situsurile receptorilor GPIIb/IIIa de pe trombocitele activate și inhibă agregarea plachetară. Se leagă, de asemenea, de receptorii pentru vitronectină (αVβ3) care se află pe trombocite și pe celulele endoteliale. Receptorul vitronectinic mediază proprietățile pro-coagulante ale trombocitelor și proprietățile proliferative ale celulelor endoteliale și musculare netede din peretele vascular. Datorită dublei sale acțiuni, abciximabul blochează mai eficient cascada de generare a trombinei consecutiv activării trombocitelor în comparație cu medicamentele care inhibă doar receptorii GPIIb/IIIa. Funcția plachetară revine la normal în termen de 24 până la 48 de ore după terminarea perfuziei.

## Indicații terapeutice
Abciximabul este utilizat ca adjuvant al tratamentului cu heparină și aspirină pentru prevenirea complicațiilor ischemice acute la pacienții supuși intervențiilor coronariene percutanate transluminale, inclusiv angioplastia cu balon, aterectomia și implantarea de stent. Este, de asemenea, utilizat la pacienții cu angină pectorală instabilă care sunt planificați pentru intervenții coronariane percutanate pentru micșorarea pe termen scurt (o lună) a riscului de infarct miocardic. Abciximabul a fost investigat în accident vascular cerebral ischemic.